# Rajd Wisły 1972

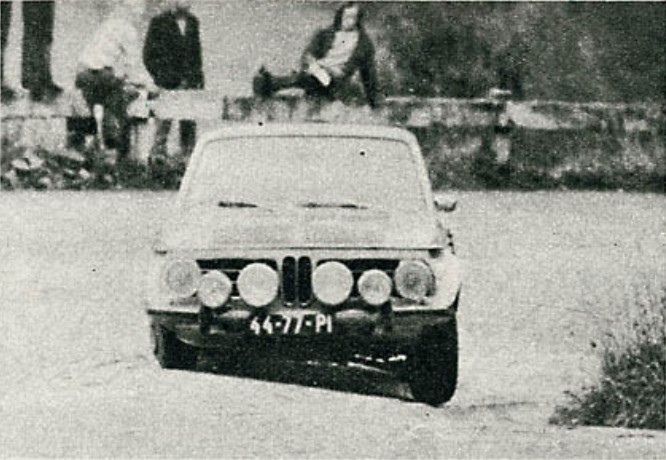
Adam Smorawiński podczas wygranego 22. Rajdu Wisły

22. Rajd Wisły – 22. edycja Rajdu Wisły. Był to rajd samochodowy rozgrywany od 15 do 16 września 1972 roku. Była to piąta runda Rajdowych Samochodowych Mistrzostw Polski w roku 1972. Rajd składał się z ośmiu odcinków specjalnych i dwóch prób szybkości górskiej. Został rozegrany na nawierzchni asfaltowej. Zwycięzcą rajdu został Adam Smorawiński.

## Wyniki końcowe rajdu[1][2]
| Miejsce | Kierowca              | Pilot                | Samochód              | Czas  | Strata | Grupa Klasa |
| ------- | --------------------- | -------------------- | --------------------- | ----- | ------ | ----------- |
| 1       | Adam Smorawiński      | Andrzej Zembrzuski   | BMW 2002 Alpina       | 41:44 | -      | II/9-13     |
| 2       | Krzysztof Komornicki  | Błażej Krupa         | Polski Fiat 125p 1500 | 43:29 | +1:45  | II/8        |
| 3       | Maciej Stawowiak      | Jan Czyżyk           | Polski Fiat 125p 1500 | 45:59 | +4:15  | I/8         |
| 4       | Krystian Bielowski    | Zenon Keller         | Polski Fiat 125p 1300 |       |        | I/7         |
| 5       | Włodzimierz Markowski | Janusz Wojtyna       | Polski Fiat 125p 1500 | 47:25 | +5:41  | I/8         |
| 6       | Ireneusz Porada       | Andrzej Lubiak       | Polski Fiat 125p 1300 | 47:52 | +6:08  | I/7         |
| 7       | Marian Skrzypek       | Jerzy Suder          | BMW 2002              | 48:58 | +7:14  | II/9-13     |
| 8       | Eugeniusz Bogusz      | Kazimierz Budzowski  | Polski Fiat 125p 1300 | 50:24 | +8:40  | I/7         |
| 9       | Karol Fober           | Zbigniew Malinowski  | Polski Fiat 125p 1500 |       |        | I/8         |
| 10      | Mario Graziani        | Wojciech Chodorowski | Alfa Romeo GTV        | 51:26 | +9:42  | II/9-13     |